# Шевченко Тарас Іванович
Тара́с Іва́нович Шевче́нко (* 19 жовтня 1923, с. Успенка, нині Онуфріївського району Кіровоградської області — † 8 лютого 1993, с. Успенка, нині Онуфріївського району Кіровоградської області) — Герой Соціалістичної Праці (1966).

## Біографія
Закінчив технікум механізації. Працював головою колгоспу «Шлях Леніна».
22 березня 1966 року за успіхи в розвитку тваринництва надано звання «Герой Соціалістичної Праці».
Помер 8 лютого 1993 року, похований також в селі Успенка.